# ヴァニタスの静物
『ヴァニタスの静物』（ヴァニタスのせいぶつ、蘭: Vanitas-stilleven、英: Vanitas Still Life）は、オランダ絵画黄金時代の画家ピーテル・クラースゾーンが1630年に板上に油彩で制作した絵画である。画面右側の本の上に「PC. Ao. 1630」という画家の署名と制作年が記されている。作品は1960年に公共芸術財産協会　(Openbaar Kunstbezit Association) とレンブラント協会の援助で購入されて以来、デン・ハーグのマウリッツハイス美術館に収蔵されている。

## 作品
ハールレムで活動したウィレム・クラースゾーン・ヘーダとピーテル・クラースゾーンの2人は、17世紀前半のオランダで最も重要な静物画家と見なされている。1630年ごろ、彼らは様々な物を一見したところ脈絡なく並べ、それをテーブルの隅の方の角度から見たほとんどモノクロームの静物画を描いた。しかし、よく見ると、品々は考え抜かれた構図にしたがって配置されていることがわかる。
ほぼすべてのオランダの静物画には程度の差こそあれ、本作のように「ヴァニタス (ラテン語で「空虚」、「虚栄」、「儚さ」) の要素がある。画面の紙の束の上に載っているのは頭蓋骨と人骨の1部で、これらは「メメント・モリ」 (死を忘れるなかれ) というラテン語の警句を表していることは見誤りようがない。消えたロウソクのあるオイル・ランプ、倒れたグラス、蓋の開いた懐中時計も時の経過をほのめかし、やはりメメント・モリの象徴である。人生は儚く、形ある物はすべて滅ぶことが伝えられているのである。
筆記のために用いられていた紙とガチョウの羽根ペンは、知識と知恵を記録しようとする人間の努力を暗示する。当時のヨーロッパは、書物の市場が非常に拡大していた時期であった。その書物が含有する知識、経験、思想は人生の時間を過ぎても有効であるという啓蒙的な主張は、永遠性の前には虚しいという画家の懐疑的な見方によって批判されている。
クラースゾーンは本作でリボンに用いられた青色を別とすれば、灰色、茶色、緑色という限られた色数に限定しているが、非常に自然に見えると同時に喚起力を備えた作品を仕上げた。やわらなか光がオイルランプ、グラス、時計、頭蓋骨などを照らし、それらに見られるハイライトが光を効果的に見せている。この光の描写力は、多様な物の質感同様、非常にリアルである。本作は画家の初期を代表する傑作と見なされている。